# A Noble Fraud
A Noble Fraud est un film américain réalisé par Harry Williams, sorti en 1917.

## Fiche technique
- Titre original : A Noble Fraud
- Réalisation : Harry Williams
- Photographie : C.H. Wales
- Production : Mack Sennett
- Société de production : Keystone
- Société de distribution : Keystone
- Pays de production :  États-Unis
- Langue originale : anglais
- Format : noir et blanc — 35 mm — 1,37:1 — Film muet
- Genre : Comédie
- Durée : une bobine
- Date de sortie :
  - États-Unis : 21 janvier 1917
- Licence : domaine public

## Distribution
- Juanita Hansen
- Lew Cody
- Laura La Varnie
- Billy Armstrong
- Dale Fuller
- Don Likes